# Серафим (Кушнерук)
Епископ Серафим (в миру Никола́й Севастья́нович Кушнеру́к или Кушнерюк; 5 (18) декабря 1874, село Дулибы, Владимирский уезд, Волынская губерния — после 1946, СССР) — епископ Украинской автономной всеправославной церкви, епископ Мелитопольско-Таврический.

## Биография

### Образование
Родился 5 (18) декабря 1874 в селе Дулибы Владимирского уезда Волынской губернии в крестьянской семье.
Географическая близость Холма (ныне Хелм, Польша) мотивировала выбор учебного заведения — сначала Холмского духовного училища, а впоследствии Холмской духовной семинарии.
Заложенные при обучении духовные ориентиры стали позже для Серафима (Кушнерука) указателями в пастырской и архипастырской деятельности.
В 1898 году окончил Холмскую духовную семинарию и был назначен надзирателем духовного училища в Холме. Очевидно, во время учёбы он показал хорошую успеваемость и зарекомендовал себя с положительной стороны, а потому не вызвал замечаний у духовного ведомства.

### Служение
После года работы на педагогическом поприще Николая переводят псаломщиком кладбищенской церкви в Варшаву, в районе Воля, что следует расценивать как повышение по службе.
1 (14) апреля 1901 года в Холме на первый Святой Пасхи рукоположён в сан диакона, а на следующий день там же — во иерея. Первой его местом служения стал городок Влодава, где он исполнял обязанности помощника настоятеля.
13 марта 1908 года отец Николай получил приход в селе Гусиное Холмского уезда.
В 1913 году с целью получения высшего богословского образования и поступил учиться в Киевскую духовную академию. Имеющиеся биографические документы не дают чёткого ответа на вопрос, что стало причиной довольно радикального изменения в жизни священника. Большинство его коллег в таком возрасте уже не решалась променять обеспеченность и спокойствие приходской службы на студенческое существование. Возможно, стремление к самосовершенствованию оказалось главным побуждением к такому шагу.
В отличие от революционных Петербурга и Москвы условия для деятельности духовной академии в Киеве были лучшими и это позволило окончить в мае 1917 года полный курс наук и получить диплом кандидата богословия.
Следующие несколько лет оказались для отца тяжёлыми. Сначала священника назначен капелланом 7-го казачьего полка атамана Денисова с которым он и прибыл на Дон, а с 1 января 1918 работал законоучителем в учебных заведениях. В течение 1918−1920 годов, как отмечал сам отец, он преподавал Закон Божий в мужской и женской гимназиях Александровска-Грушевского.

### В Советской России
После установления советской власти на Дону и изъятия уроков религии по учебной программы священник Николай Кушнерук потерял работу.
С 1920 по 1923 год он служил приходским священником в Донской и Ростовской епархиях.
Некоторое время иерей находился под арестом в Новочеркасской тюрьме. Репрессии заставляют священника искать возможности выезда из СССР. Для этого нашлась необходимая формальное основание — рождение и проживание на территории, которая отошла к Польше.

### В Польше
Усилия отца дали результат, и уже 7 ноября 1923 он прибыл в Волынское воеводство Польши. В начале он служил в селе Овлочим Владимирского повята, а с 16 марта следующего года переведён в Кульчин на Ковельщине. В начале января 1925 года священник Николай Кушнерук был призван в Варшаву, где получил должность преподавателя Закона Божия для православных детей в школах города.
Варшавский период жизни для отца Николая длился по апрель 1936 года, после чего он вернулся в Волынскую епархию и стал приходским священником в Ставку Костопольского повята. Его предшественник — священник Арсений Татур — был застрелен 29 сентября 1935 года. Неизвестным злоумышленник выстрелом через окно убил священника, когда тот находился в приходском доме. По данным польской полиции, убийца был членом ОУН. А. Дарованец утверждает, что именно польские спецслужбы организовали убийство священнослужителя, два сына которого находились в ОУН. Причиной трагического события он называет вопрос внедрения украинского языка в богослужение. Таким образом, Николаю Кушнеруку пришлось работать в сложных условиях и пастырским опытом и умеренной поведением устранять напряжение в жизни прихода.
31 августа 1937 года переведён в село Мокрец Владимирского повята. Свято-Успенская Мокрецкий приход с приписными деревнями и колониями насчитывал почти две тысячи православных. Построенная в 1882 году деревянная церковь была в хорошем состоянии. Место настоятеля давало достаточное материальное обеспечение. Более 45 га приходской земли предназначались для использования священнику. Пашню и сенокос он отдавал на союз и в аренду. Кроме этого, священник Николай получал государственную дотацию и плату за преподавание религии в местных школах. С 1920 года язык проповедей в Мокрецкой церкви был украинским. На нём же преподавали религию детям в четырёх школах на территории прихода. Слежение Николая Кушнерюка в Мокреце продолжалось до 1939 года.
В следующем году он возглавил православную общину села Туричаны на Волыни, где служил до начала Великой Отечественной войны. Неизвестно, как складывалась судьба священника течение 1939—1941 годов и подвергался ли он преследованиям со стороны советской власти в тот период. Вероятно, именно в этот период упокоилась его матушка.

### Монашество
В марте 1942 года священник принял в Милецком монастыре монашество с именем Серафим и до конца лета 1942 года возглавлял обитель как настоятель.
Собор епископов Украинской православной автономной церкви признал архимандрита Серафима (Кушнерука) достойным епископского сана. 31 июля 1942 года в Свято-Успенской Почаевской лавре хиротонисан во епископа Николаевского.
Рукоположение епископа Серафима была одной из последних епископских рукоположений в Украинской Автономной церкви. Немецкая оккупационная власть усилила контроль за церковной жизнью и рукоположение новых епископов уже зависело от решения чиновников Рейхскомиссариата Украина.
В середине сентября 1942 года назначен викарным епископом Херсонско-Николаевской епархии, а уже в декабре — самостоятельным Мелитопольско-Таврическим архиереем с резиденции в Мелитополе. По прибытии в Крым был резко негативно встречен автокефалистским и румынским духовенством.
Для нацистов становился очевидным провал восточной кампании, что выливалось в репрессиях против мирного населения, давления на духовенство. Наступление советской армии заставило епископа выехать на Запад. 14 сентября 1943 года епископ оставил Мелитополь и следующие несколько недель скитался по Югу Украины, а в октябре выехал за пределы епархии. В течение 1943—1944 годов он путешествовал по городам и сёлам Украины. В итоге Серафим оказался на территории Румынии, где с 3 сентября 1944 по 29 августа 1945 года, жил в монастыре Черника вблизи Бухареста.
Поскольку часть своей жизни Кушнерук провел на польской территории, он надеялся и после войны остаться в Польше. Осенью 1945 года он приезжает в коммунистическую Польшу. Однако, через месяц епископ оказался на Волыни. Сталинская репрессивно-карательная система, осуществляя глобальные зачистки в оккупированной Восточной Европе, нейтрализовала всех, кто составлял мог представлять потенциальную угрозу режиму. Поэтому Серафима отправили на территорию Советского Союза.
31 декабря 1945 года епископ Волынский и Ровенский Николай (Чуфаровский) выдал Серафиму справку о направлении в Дерманский монастырь для временного пребывания. При этом, на момент отъезда в Дермань епископ Серафим не состоял в клире Русской Церкви, поскольку в анкете регистрации священнослужителя 5 января 1946 в графе о юрисдикции, отвечал, что «ищет молитвенного общения с Московской патриархией». 9 января 1946 году уполномоченный Головатов легализовал Серафима (Кушнерука) в качестве «жителя» Дерманского монастыря.
В 1946 года епископа Серафима арестовали. Практика ведения следствия советскими карательными органами даёт основания утверждать, что владыке припомнили его участие в белогвардейскому движении, аресты в начале 20-х годов, сотрудничество с оккупационными властями. На момент задержания ему исполнилось 72 года. Скорее всего, что вскоре он умер в заключении.